# 요코야마 다카유키
요코야마 다카유키(일본어: 横山 貴之, 1972년 12월 22일 ~ )는 일본의 전 축구 선수이다.

## 구단 경력
1995년 J1리그의 세레소 오사카에 입단했다. 1999년까지 92경기에 출전하여, 20득점을 넣었다. 2000년 시미즈 에스펄스로 이적했다. 2000년에 천황배 준우승, 2001년에 천황배 우승을 차지했다. 2003년 일본 풋볼 리그의 사가와 급편 오사카로 이적했다. 2003년후 현역 은퇴.